# Ditrogoptera
Ditrogoptera là một chi bướm đêm thuộc họ Noctuidae.